# Matsukura Shigenobu
Matsukura Shigenobu (松倉重信?; 1538 – 8 agosto 1593) è stato un samurai giapponese del periodo Sengoku, servitore del clan Tsutsui.

## Biografia
Figlio di Matsukura Masahide, Shigenobu, meglio conosciuto come Ukon, fu un servitore di alto rango di Tsutsui Junkei.
Lui e Shima Sakon erano noti al tempo come la mano destra e sinistra di Tsutsui Junkei. Questi due servitori, assieme a Mōri Yoshiyuki, furono i tre più importanti servitori del clan Tsutsui.
Alla morte di Junkei seguì il figlio ed erede Sadatsugu nella provincia di Iga. Poco dopo abbandonò Sadatsugu e si mise al servizio di Toyotomi Hideyoshi il quale gli assicurò un reddito da 8.000 koku nella provincia di Yamato.
Suo figlio Matsukura Shigemasa divenne daimyō all'inizio del periodo Edo.